# Aalsee (Malchow)
Der Aalsee ist ein See im nordwestlichen Bereich von Malchow im Landkreis Mecklenburgische Seenplatte in Mecklenburg. 
Der See ist umgeben von einem Laubbaumbestand und liegt in der Nähe des Naturcampingplatzes Malchow. Der Zugang zum See ist wegen des dichten Baumbestandes und Schilfgürtels nur von einer Stelle aus möglich. Über einen Graben ist der See mit dem Plauer See  verbunden und entwässert in diesen.
Der See ist an einen Angelverein verpachtet und durch die Öffentlichkeit nicht nutzbar.